# (38682) 2000 QE7
2000 QE7 (asteroide 38682) é um asteroide da cintura principal. Possui uma excentricidade de 0.06910230 e uma inclinação de 23.64496º.
Este asteroide foi descoberto no dia 24 de agosto de 2000 por LINEAR em Socorro.